# Drug Enforcement Administration
De Drug Enforcement Administration (DEA) is een Amerikaanse overheidsorganisatie die belast is met het handhaven van de Controlled Substances Act uit 1970.
De DEA werd opgericht tijdens de ambtstermijn van Richard Nixon en is de belangrijkste organisatie voor het bestrijden van illegale drugs, zowel in eigen land als in het buitenland. Binnen de Verenigde Staten wordt hierbij de jurisdictie gedeeld met het Federal Bureau of Investigation (FBI).
DEA-ambtenaren hebben geen jurisdictie in Nederland. Desondanks werd duidelijk dat zij, zowel met als zonder medeweten van de Nederlandse overheid, acties op Nederlands grondgebied uitvoerden. Daar het schenden van de soevereiniteit van een ander land binnen het Amerikaanse rechtssysteem niet onherroepelijk leidt tot het uitsluiten van tijdens die schending verkregen bewijsmateriaal, kon Henk Rommy (ook bekend als de Zwarte Cobra), mede op basis van dergelijk bewijs in de VS, tot 20 jaar cel veroordeeld worden.
Met als argument terrorismebestrijding werd verregaande juridische samenwerking met de DEA gerealiseerd. Op 13 en 14 maart 2003 maakten Amerikaanse en Nederlandse opsporingsbeambten afspraken in het kader van wat 'internationaal strafrechtelijke samenwerking en bestrijding van het terrorisme' genoemd werd. Volgens het CEDRO was deze samenwerking echter vooral gericht op de bestrijding van de handel in ecstasy, een criminele activiteit die doorgaans niet met terrorisme geassocieerd wordt.